# Fortezza di Yedikule
La fortezza di Yedikule (in turco Yedikule Hisarı o Yedikule Zindanları, che significa rispettivamente "Fortezza delle sette torri" o "Sotterranei delle sette torri") è una struttura storica fortificata situata nel quartiere (mahalle) Yedikule di Fatih, a Istanbul, in Turchia. Costruito nel 1458 su commissione del sultano ottomano Mehmed II, il complesso con sette torri fu creato aggiungendo tre nuove torri e racchiudendo completamente una sezione delle antiche mura di Costantinopoli, comprese le due torri gemelle che originariamente costituivano la Porta Aurea trionfale (in turco: Altınkapı) costruita dagli imperatori romani Teodosio I e Teodosio II. La fortezza divenne nota come sede di un formidabile sotterraneo reale che ospitò figure notevoli nel corso della sua storia, e gli intrighi associati a esso catturarono l'immaginazione del pubblico nel corso dei secoli con varie leggende, storie, e nelle arti.

## Storia
Dopo la conquista di Costantinopoli, il sultano diede priorità ai progetti di costruzione ufficiali come Yedikule e il suo primo serraglio, Saray-i Atik. Yedikule, la fortezza delle sette torri, fu eretta come fortezza ufficiale del tesoro dell'Impero intorno al 1457. Il ruolo centrale di Yedikule potrebbe essere compreso attraverso il grado delle sue guardie nel protocollo imperiale; il comandante di Yedikule (dizdar) era incaricata di proteggere le chiavi della fortezza ed era tra le tre persone nell'impero che potevano parlare personalmente con il sultano (le altre due erano il gran visir e la madre ufficiale del sultano). I testimoni descrissero l'edificio come uno dei palazzi del Sultano. Ogni torre di Yedikule fungeva da deposito di beni preziosi, documenti, armi, monete e lingotti d'oro e d'argento. Il Sultano sapeva bene dai suoi antenati che la protezione del forte era una delle questioni prioritarie dello stato : la devastazione del tesoro ottomano avvenne quando Bayezid I fu catturato dall'esercito di Timur nel 1402. Una vulnerabilità di un altro forte fu osservata quando Göksaray, avamposto del Tesoro dell'Ikhanato, fu rapidamente saccheggiata dopo la morte di Timur nel 1405. Questi casi potrebbero essere stati d'insegnamento per Mehmed II il quale per salvaguardare le fonti finanziarie dello stato che egli riorganizzò sostanzialmente, commissionò Yedikule. Il fatto che la struttura sia stata costruita come una fortezza indica l'esistenza di un avamposto militare incaricato di difendere il tesoro ufficiale dagli attacchi ostili. Il tesoro fu successivamente trasferito nella sezione interna del Palazzo di Topkapı nel XVI secolo e in seguito le Sette Torri divennero la prigione di prestigiosi prigionieri. Yedikule fu costruita sulle rive del Mar di Marmara, in quella che un tempo era la porta d'ingresso principale della città. Due torri e due piloni dell'ex Porta Aurea, l'arco di trionfo, furono ereditati dalle mura della città bizantina. Furono aggiunte tre torri rotonde originali per creare un piano quasi pentagonale. Se si traccia una linea dal punto medio dell'ex Porta Aurea verso la torre ottomana nel mezzo, l'asse così ottenuto divide la fortezza in due parti simmetriche. Una piccola struttura a cupola, la Moschea del Conquistatore, appare come il punto focale del cortile della fortezza; essa segna anche il punto medio dell'asse di simmetria.
La fortezza di Yedikule veniva spesso usata come prigione di stato e gli ambasciatori di stati in guerra in quel momento con la Porta ottomana erano di solito imprigionati tra le sue mura. La fortezza ospitava anche prigionieri vittime di intrighi di palazzo e combattimenti, nonché oppositori politici della corte imperiale. Tra i prigionieri più illustri di Yedikule ci furono il giovane Sultano Osman II, che fu imprigionato e giustiziato lì dai giannizzeri nel 1622. L'ultimo imperatore di Trebisonda Davide Megas Komnenos, Constantin Brâncoveanu di Valacchia con la sua famiglia, il re Simone I di Cartalia, e diversi fra i principali pascià ottomani furono anche tra quelli giustiziati in questo luogo. Nel 1768, furono imprigionati qui l'ambasciatore russo Aleksei Mikhailovich Obreskov e l'intero staff dell'ambasciata russa, segnando la dichiarazione di guerra degli ottomani alla Russia.
Durante le guerre napoleoniche, la fortezza fu la prigione di molti prigionieri francesi, tra cui lo scrittore e diplomatico François Pouqueville, che vi fu detenuto per più di due anni (dal 1799 al 1801) e che fornì una vasta descrizione della fortezza nel suo Voyage en Morée, à Constantinople, en Albanie, et dans plusieurs autres parties de l'Empire Othoman, pendant les années 1798, 1799, 1800 e 1801. L'ultimo prigioniero fu tenuto a Yedikule nel 1837. Fatta eccezione per le prime 11 e le ultime 4 frasi, tutto il romanzo di Ivo Andrić (premio Nobel per la letteratura del 1961,) Prokleta avlija (tradotto in italiano come La corte del diavolo), avviene nella prigione di Yedikule.(link on the Andrić Foundation site)
Nel mezzo del cortile interno del forte furono costruite una mescit (piccola moschea) e una fontana; esso conteneva anche gli alloggiamenti della guarnigione, formando un quartiere separato della città. Le case furono demolite nel XIX secolo e al loro posto fu costruita una scuola femminile. La porta esterna fu riaperta nel 1838, e in seguito le torri del forte funzionarono per un po' di tempo come depositi di polvere da sparo, fino a quando nel 1895 l'intera struttura fu trasformata in museo. Negli ultimi anni è stato costruito un teatro all'aperto, il quale viene utilizzato per festival culturali. Come nel caso della sua omonima a Gerusalemme, di fronte alla porta d'oro si trova ora un cimitero musulmano.

## Prigionieri notevoli
- Davide II di Trebisonda, ultimo Imperatore di Trebisonda (1463)
- Andrea Gritti, mercante veneziano e poi doge di Venezia (1499–1502)
- Simone I di Cartalia, re georgiano di Cartalia (1599–1611)
- I futuri khan di Crimea
  - Mehmed III Giray (c 1610),
  - Selâmet I Giray (c 1607)
- Samuel Korecki, duca polacco, nobile (szlachcic) della Confederazione polacco-lituana (1620-1622)
- Osman II, Sultano Ottomano (1622)
- Jakab Harsányi Nagy, turcologo e diplomatico ungherese (1657–1658)
- Bálint Török, aristocratico ungherese
- Vasile Lupu, Voivoda di Moldavia (1661)
- Pëtr Andreevič Tolstoj, statista e diplomatico russo (1710–1714)
- Constantin Brâncoveanu, Principe di Valacchia (1714)
- François Pouqueville, diplomatico francese (1799–1801)
- Kadri Prishtina, politico albanese (1904–1908)
- Jean-Baptiste Barthélemy de Lesseps, diplomatico, scrittore ed esploratore francese (1798-1801)